# Ta divna splitska noć
Ta divna splitska noć (croat: Una meravellosa nit a Split) és una pel·lícula dramàtica croata del 2004 dirigida per Arsen Anton Ostojić i protagonitzada per Dino Dvornik, Marija Škaričić, Coolio i Mladen Vulić.

## Argument
La pel·lícula està ambientada al llarg d'una nit de Cap d'Any a la ciutat portuària croata de Split, on segueix tres trames paral·leles. La primera línia argumental inclou un petit traficant de drogues Nike (Mladen Vulić) i una jove vídua Marija (Nives Ivanković); la segona línia argumental tracta d'una drogaddicta anomenada Maja (Marija Škaričić) que decideix mantenir relacions sexuals amb un mariner de la Marina dels EUA anomenat Franky (Coolio) a canvi d'alguna cosa. heroïna; la tercera mostra una parella jove, Luka i Anđela (Vicko Bilandžić i Ivana Roščić) que passen la nit buscant desesperadament un lloc on celebrar l'Any Nou fent la seva primera experiència sexual. Les trames estan connectades a través d'un narcotraficant Crni (Marinko Prga), a través del concert de Dino Dvornik, per on passen totes en algun moment, i a través dels omnipresents focs artificials que esquitxen el cel nocturn al llarg de la pel·lícula.

## Repartiment
- Mladen Vulić com a Nike, traficant de drogues
- Nives Ivanković com a Marija, jove vídua
- Marija Škaričić com a Maja, drogadicta
- Coolio com a Franky, mariner de la Marina dels Estats Units estacionat a Split
- Plantilla:Interlanguage link multi com a Luka, un jove
- Ivana Roščić com a Anđela, una dona jove
- Dino Dvornik com ell mateix
- Marinko Prga com a Crni, traficant de drogues

## Producció
Ostojić havia considerat un paper per a Dino Dvornik des que va començar a escriure el guió, veient-lo com la persona que millor encarna l'esperit de la ciutat de Split. Dvornik va acceptar fàcilment l'oferta, mostrant un gran interès per la història, i fins i tot va donar diversos suggeriments que van arribar a la pel·lícula.
Atès que la pel·lícula va ser dissenyada com un comentari visual dels problemes socials pels quals Split és ben conegut a Croàcia, aquí representat com sempre amb drogues i relacions incòmodes, tota la pel·lícula es va rodar en fotografia en blanc i negre. L'efecte resultant és una atmosfera d'ansietat i depressió, que contrasta amb l'ambient colorit de les celebracions d'Any Nou a l'aire lliure a la plaça principal de Split.

## Recepció
La pel·lícula va guanyar els premis Arena d’Or a la millor fotografia (Marko Pivčević) i a la millor edició de pel·lícula (Dubravko Slunjski) al Festival de Cinema de Pula de 2004, així com el premi Birch a la millor direcció debut i el Premi "Oktavijan" de la crítica.
El director de fotografia de la pel·lícula, Mirko Pivčević, va ser nominat al premi Golden Frog al festival Camerimage, el festival europeu més reconegut dedicat a la cinematografia, i la pel·lícula també es va projectar al Festival de Cinema de Sarajevo com a part del seu programa regional, on va guanyar el Premi especial del jurat, i el Cor de Sarajevo a la millor actriu (Marija Škaričić). També ha merescut el director, Arsen Ostojić, una nominació al Descobriment europeu de l'any als 17ns Premis del Cinema Europeu, així com el premi a la millor pel·lícula al Festival Internacional de Cinema RiverRun de 2006.